# 大黃蜂的飛行
《大黃蜂的飛行》（俄语：Полёт шмеля，也作野蜂飞舞）是俄羅斯作曲家尼古拉·里姆斯基-科萨科夫的名曲之一。里姆斯基-科萨科夫於1899年到1900年間，基於亚历山大·普希金的詩作改編為同名歌劇《蘇丹沙皇的故事》。其中第3幕第1場為描述王子變化為大黃蜂攻擊2個反派角色的情形，此時的配樂即為此曲。由於此曲的旋律極快，後人常選用此曲作為展示鋼琴、小提琴等樂器的演奏技巧。

## 外部連結
- 各種樂器演奏錄像 （页面存档备份，存于）－YouTube